# Rio Wharfe
O rio Wharfe (em inglês river Wharfe) é um rio em Yorkshire, Inglaterra. Mede cerca de 97 km de comprimento e separa o West Yorkshire do North Yorkshire. Tem origem no Yorkshire Dales National Park. Atravessa Kettlewell, Grassington, Bolton Abbey, Addingham, Ilkley, Burley-in-Wharfedale, Otley, Wetherby e Tadcaster, até chegar ao rio Ouse, perto de Cawood.